# Raimondo III di Rouergue
Raimondo (X secolo – 1008) è stato un sovrano franco, conte di Rouergue, dal 961 fino alla sua morte.

## Origine
Figlio primogenito del conte di Rouergue, Raimondo II e della moglie,  Berta, che secondo il cronista, Liutprando da Cremona, Vescovo di Cremona, era la figlia del conte d'Arles, conte di Provenza e marchese di Toscana, Bosone VI di Provenza, e di Willa II di Borgogna, figlia del re di Borgogna Rodolfo I e di Willa di Provenza. Raimondo II di Rouergue era il figlio primogenito del conte di Rouergue e conte di Quercy, Ermengol e della moglie, Adelaide, di cui non si conoscono gli ascendenti (come viene confermato nel documento n° 63 delle Preuves de l'Histoire Générale de Languedoc.

## Biografia
Raimondo tra il 960 ed il 961 viene citato in diversi documenti:
- nel documento n° 107 del volume V delle Preuves de l'Histoire Générale de Languedoc, assieme alla madre Berta, inerente ad una donazione, fatta da suo padre, Raimondo II, al monastero di Montmajour[5]
- nel documento n° 111 del volume V delle Preuves de l'Histoire Générale de Languedoc, assieme alla madre Berta ai suoi fratelli ed altri, inerente al testamento di suo padre, Raimondo II[6]
- nel documento n° LXI del Cartulaire du chapitre de l´église cathédrale Notre-Dame de Nîmes, dove fece una donazione, assieme alla madre, Berta[7].

Comunque, dopo la morte del padre, Raimondo II, nel 961, Raimondo gli successe nel titolo di conte di Rouergue, come Raimondo III.
Il 18 agosto 965, secondo il documento n° LXIV del Cartulaire du chapitre de l´église cathédrale Notre-Dame de Nîmes, sua madre, Berta, fece una donazione che fu controfirmata da Raimondo.
Il 2 luglio 972, secondo il documento n° 121 del volume V delle Preuves de l'Histoire Générale de Languedoc, Raimondo tenne udienza a Nîmes (qualcuno sostiene che fosse il cugino, Raimondo III di Tolosa).
Raimondo viene citato in due documenti di donazioni all'abbazia di Conques del Cartulaire de l´abbaye de Conques en Rouergue, il n° 17 datato verso l'anno 1000, inerente ad una donazione fatta da Raimondo ed il n° 20, datato 1078, in cui viene ricordata la donazione fatta da Raimondo.
Raimondo III morì, nel 1008, nel corso di un pellegrinaggio a Gerusalemme, ucciso in uno scontro coi Saraceni, come specificato nel documento n° CXVI del volume II delle Preuves de l'Histoire Générale de Languedoc, dove, per inciso viene specificato che suo padre, Raimondo II, fu trucidato mentre si recava in pellegrinaggio a Santiago di Compostela.
nel titolo di conte di Rouergue gli subentrò il figlio, Ugo.

## Matrimonio e discendenza
Raimondo, verso il 985, aveva sposato Riccarda, di cui non si conoscono gli ascendenti, che, nello stesso documento in cui si descrive la morte del marito la si cita come vedova, ed inoltre compare in due donazioni del figlio Ugo, assieme alla nuora, Fides, una del 23 marzo 1032 ed una seconda del 23 gennaio 1051. Raimondo e Riccarda ebbero due figli:
- Ugo[16] (?-1054), conte di Rouergue
- Ermetrude come è indicato nelle Europäische Stammtafeln[17], vol III cap. 1 (non consultate)[8], che sposò, in prime nozze il conte Borrell I do Pallars ed, in seconde, il conte Sunyer I di Pallars.

### Fonti primarie
- (LA)  Preuves de l'Histoire Générale de Languedoc, tome II.
- (LA)  Histoire Générale de Languedoc, tome II.
- (LA)  Monumenta Germaniae Historica, Scriptores, tomus III.
- (LA)  Preuves de l'Histoire Générale de Languedoc, tome V.
- (LA)  Cartulaire de l´abbaye de Conques en Rouergue.
- (LA)  Cartulaire du chapitre de l´église cathédrale Notre-Dame de Nîmes.

### Letteratura storiografica
- Louis Alphen, Francia: Gli ultimi Carolingi e l'ascesa di Ugo Capeto (888-987), in <<Storia del mondo medievale>>, vol. II, 1999, pp. 636–661
- Louis Halphen, La Francia nell'XI secolo, in «Storia del mondo medievale», vol. II, 1999, pp. 770–806